# Глобула (полимеры)
Глобула — состояние (набор конформаций) полимерной цепи, в котором флуктуации концентрации звеньев малы: их радиус корреляции значительно меньше размера макромолекулы. Концентрация звеньев в глобулярном состоянии значительно выше, чем в полимерном клубке, причём эта концентрация постоянна во всём объёме глобулы, кроме тонкого слоя на поверхности (например, межфазной границы полимер/растворитель), называемого опушкой глобулы.

## Переход клубок—глобула
Как правило, в растворе гомополимера при ухудшении качества растворителя (обычно при понижении температуры) полимерная цепь испытывает переход клубок—глобула. Физически это происходит потому, что плохой растворитель соответствует притягивающему объёмному взаимодействию звеньев. Сначала чуть ниже θ-температуры (на величину порядка {\displaystyle N^{-1/2}}, где {\displaystyle N} — степень полимеризации цепи, то есть количество звеньев в ней) клубок коллапсирует в рыхлую глобулу, близкую по размеру к клубку; при дальнейшем ухудшении качества растворителя глобула становится плотной. Фазовый переход клубок-глобула был феноменологически изучен П. Дж. Флори в 1949 году, часто используются модификации подхода Флори, предложенные Птицыным и Эйзнером, Бирштейн и Прямицыным (1986). Значительно более строгий, но сложный метод был предложен в 1979 году И. М. Лифшицем, А. Ю. Гросбергом и А. Р. Хохловым на основе подхода, представляющего конформационную энтропию цепи в виде функционала плотности (формула Лифшица).
Одним из примеров глобулы могут служить белки. Однако они демонстрируют сложное поведение при денатурации-ренатурации: хотя некоторые из вышеназванных методов разрабатывались именно в виду перехода нативная-денатурированная конформация в белках, они оказались неприменимыми к столь непростому объекту.

## Растворимые глобулы
Как правило, поверхностное натяжение глобулы положительно, то есть глобулы в растворе агрегируются и выпадают в осадок. Это легко объяснить: если взаимодействие звеньев друг с другом и с молекулами растворителя заставляет их притягиваться и образовывать глобулу в пределах одной цепи, то звенья разных цепей также будут притягиваться.
Тем не менее, некоторые вещества — например, белки — представляют собой растворимые глобулы. Однако белки обладают довольно сложной структурой, представляющей сложность для химического синтеза и с трудом поддающейся теоретическому анализу. Получение растворимых глобул может быть перспективно как для объяснения свойств растворимых глобулярных биополимеров, так и в практических приложениях: для осуществления направленной доставки лекарств, создания молекулярных каркасов (scaffold), в катализе, в топливных элементах. Экспериментально растворимые глобулы, образованные амфифильными гомополимерами, были получены (1990-е годы) и исследуются в группе Ф. Винник (Françoise Winnik). В компьютерных экспериментах существование растворимых глобул было обнаружено в начале 2000-х в группе В. Василевской. Теоретически такое поведение было объяснено несколько позже А. Семёновым с соавторами.